# Pristaulacus stephanoides
Pristaulacus stephanoides är en stekelart som först beskrevs av John Obadiah Westwood 1841.  Pristaulacus stephanoides ingår i släktet Pristaulacus och familjen vedlarvsteklar. Inga underarter finns listade i Catalogue of Life.